# 三菱電機冷熱プラント
三菱電機冷熱プラント株式会社（みつびしでんきれいねつプラント）は、東京都品川区に本社を置く三菱電機グループの冷熱事業を柱として展開する総合設備工事会社。

## 会社概要
- 冷凍冷蔵設備及び空調設備（特にクリーンルーム工事、ロスナイシステム開発）における先駆け。
- 50有余年に及ぶ技術の蓄積と豊かな経験で先進のトータルエンジニアリングと充実したサービスを提供している、技術力と開発力を誇る三菱電機直系のエンジニアリング会社である。

## 沿革
- 1967年（昭和42年）3月24日 - 三菱電機応用冷機の特約店として新東黎工業設立。資本金500万円。
- 1971年（昭和46年）4月 - 資本金2,000万円に増資。
- 1973年（昭和48年）7月 - 三菱電機の食品設備機器を中心とした販売会社の性格をより明確にするため、社名を株式会社菱冷社に変更。
- 1979年（昭和54年）12月 - 資本金8,000万円に増資。
- 1985年（昭和60年）7月 - 資本金1億1,000万円に増資。
- 1986年（昭和61年）11月 - 菱冷サービス株式会社を設立。
- 1989年（平成元年）3月 - 資本金4億円に増資。
- 1993年（平成5年）4月 - 三菱電機企業集団の中核企業として、冷熱システム事業拡大をより一層図るため、社名を三菱電機冷熱設備株式会社に変更。
- 1999年（平成11年）10月1日 - 冷熱事業再編により三菱電機株式会社冷熱プラント部が分離独立、合併し三菱電機冷熱プラント株式会社を設立。
- 2009年（平成21年）4月1日 - 日本建鐵よりショーケース事業の譲渡を受ける。

## 事業種目

### 住環境・産業システム
- 空調設備
- 熱源設備
- 電気設備
- 給排水設備

### クリーンルーム・特殊空調
- 環境試験室
- 情報通信室
- 恒温・恒湿室

### フードシステム
- 食品プロセスセンター
- 低温物流システム
- フリーザー・冷凍食品製造ライン
- イータマックス冷凍システム
- 農水産・乳業・食肉加工施設

### 食品店舗
- ショーケースシステム

### レジャー施設
- アイススケートリンク
- 温水プール

### エネルギー関連
- 駐機冷却装置
- 地中送電設備冷却装置
- 融雪ヒートポンプユニット
- 太陽光発電システム

## 事業所
- 本社 - 東京都品川区南大井三丁目14番9号
  - 営業本部、技術本部
- 東京支社 - 東京都品川区南大井三丁目14番9号
  - 都市システム部、低温・食品システム部、店舗設備システム部
- 大阪支社 - 大阪府吹田市江坂町1丁目23番26号 ニッセイ江坂セントラルビル
- 九州支社 - 福岡県福岡市博多区博多駅東2丁目18番30号 八重洲博多ビル
- 北海道支店 - 北海道札幌市中央区北4条東2丁目8番地3 第二まるよビル2F
- 東北支店 - 宮城県仙台市若林区新寺3丁目2番20号
- 名古屋支店 - 愛知県名古屋市北区大曽根二丁目8番1号 大曽根兼元ビル
- 中四国支店 - 香川県高松市木太町（7区）字東新開3043番地28
- 広島事業所 - 広島県広島市西区南観音八丁目14番21号

## 建設業許可番号
- 一級建築士事務所 ＜東京都知事登録 第36555号＞
- 管工事業　＜国土交通大臣許可（特-22）第6221号＞
- 電気工事業　＜国土交通大臣許可（特-22）第6221号＞
- 消防施設工事業　＜国土交通大臣許可（般-22）第6221号＞
- 建築工事業　＜国土交通大臣許可（特-22）第6221号＞
- 機械器具設置工事業　＜国土交通大臣許可（特-22）第6221号＞
- 内装仕上工事業　＜国土交通大臣許可（般-22）第6221号＞
- 熱絶縁工事業　＜国土交通大臣許可（般-22）第6221号＞

## 関連会社
- 菱冷サービス株式会社